# بلديات غواناخواتو

خريطة المكسيك مع إبراز غواناخواتو

غواناخواتو هي ولاية في شمال وسط المكسيك مقسمة إلى 46 بلدية. وفقًا للتعداد المكسيكي لعام 2020 ، غواناخواتو هي سادس ولاية من حيث عدد السكان حيث 6٬166٬934 عدد سكانها 6166.934 نسمة والمرتبة 22 من حيث مساحة الأرض التي تمتد على 30,691.61 كيلومتر مربع (11,850.10 ميل2).
تتمتع البلديات في غواناخواتو بالحكم الذاتي إداريًا للولاية وفقًا للمادة 115 من دستور المكسيك لعام 1917. كل ثلاث سنوات ، ينتخب المواطنون رئيسًا للبلدية (بالإسبانية: رئيس بلدية) من خلال نظام تصويت متعدد يرأس مجلسًا بلديًا منتخبًا بشكل متزامن (ayuntamiento) مسؤول عن توفير جميع الخدمات العامة لناخبيهم. يتكون المجلس البلدي من عدد متغير من الأمناء والمستشارين (Regidores y síndicos). البلديات مسؤولة عن الخدمات العامة (مثل المياه والصرف الصحي) ، وإنارة الشوارع ، والسلامة العامة ، وحركة المرور ، وصيانة الحدائق العامة ، والحدائق والمقابر. يمكنهم أيضًا مساعدة حكومات الولايات والحكومات الفيدرالية في التعليم وحرائق الطوارئ والخدمات الطبية وحماية البيئة وصيانة المعالم والمعالم التاريخية. منذ عام 1984 ، كان لديهم القدرة على تحصيل ضرائب الملكية ورسوم المستخدم ، على الرغم من الحصول على أموال من حكومات الولايات والحكومات الفيدرالية أكثر من دخلهم الخاص.
أكبر بلدية من حيث عدد السكان في غواناخواتو وثالث أكبر بلدية في المكسيك هي ليون ، مع 1،721،215 نسمة أو ما يقرب من27.9% من سكان الولاية. أصغر بلدية من حيث عدد السكان هي أتارجيا مع 5296 نسمة. أكبر بلدية من حيث مساحة الأرض هي سان فيليبي والتي تمتد على 3,014.924 كيلومتر مربع (1,164.07 ميل2) ، وأصغرها هو بويبلو نويفو الذي يمتد على 60.046 كيلومتر مربع (23.18 ميل2) . أدى أول دستور للولاية ، Constitución Política del Estado Libre de Guanajuato ، إلى تشكيل أول 17 بلدية في غواناخواتو في أبريل 15, 1826. أحدث بلدية هي دكتور مورا ، تأسست في سبتمبر 22, 1935.

## البلديات

بلديات غواناخواتو
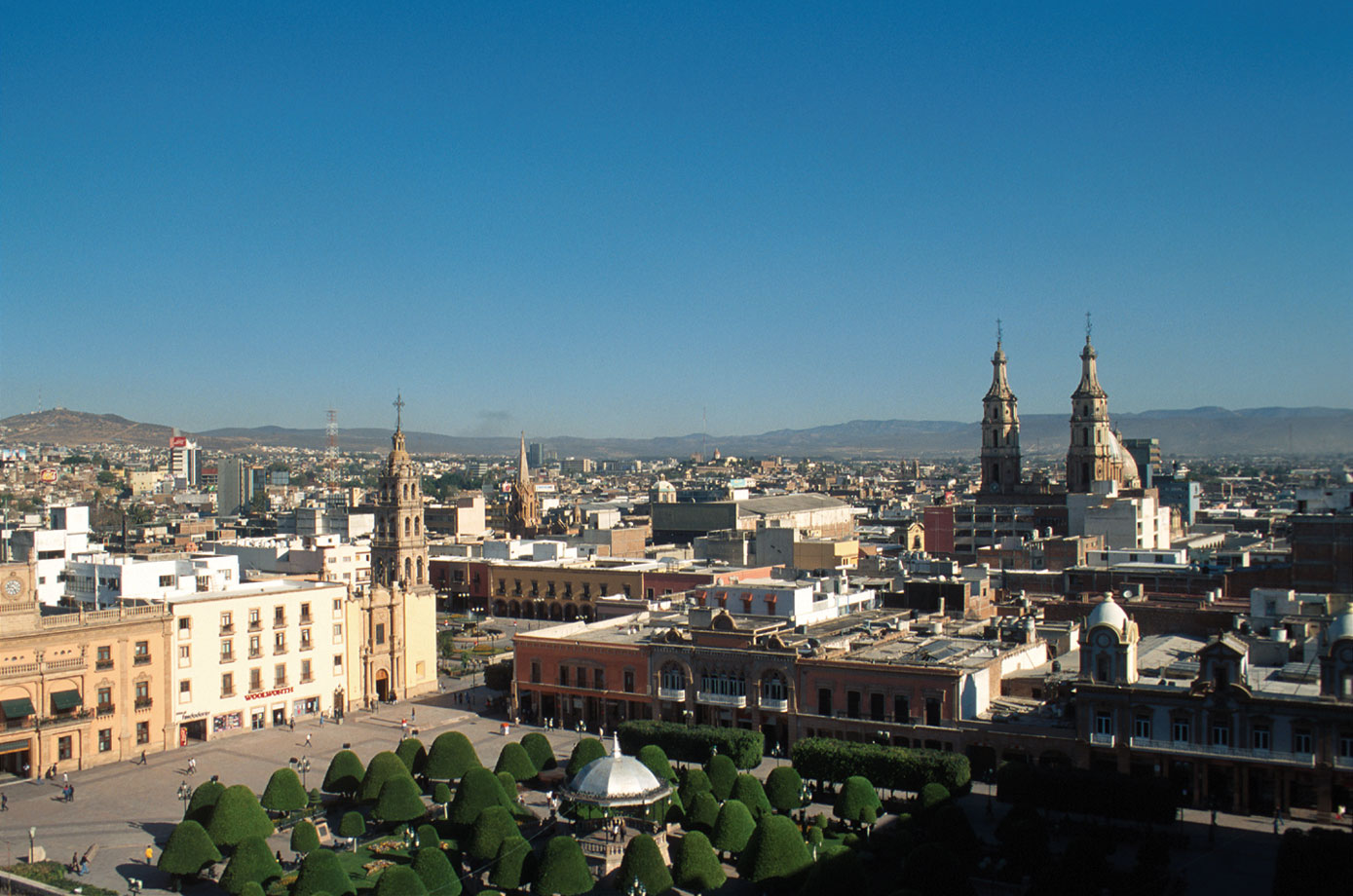
ليون ، أكبر بلدية في غواناخواتو من حيث عدد السكان
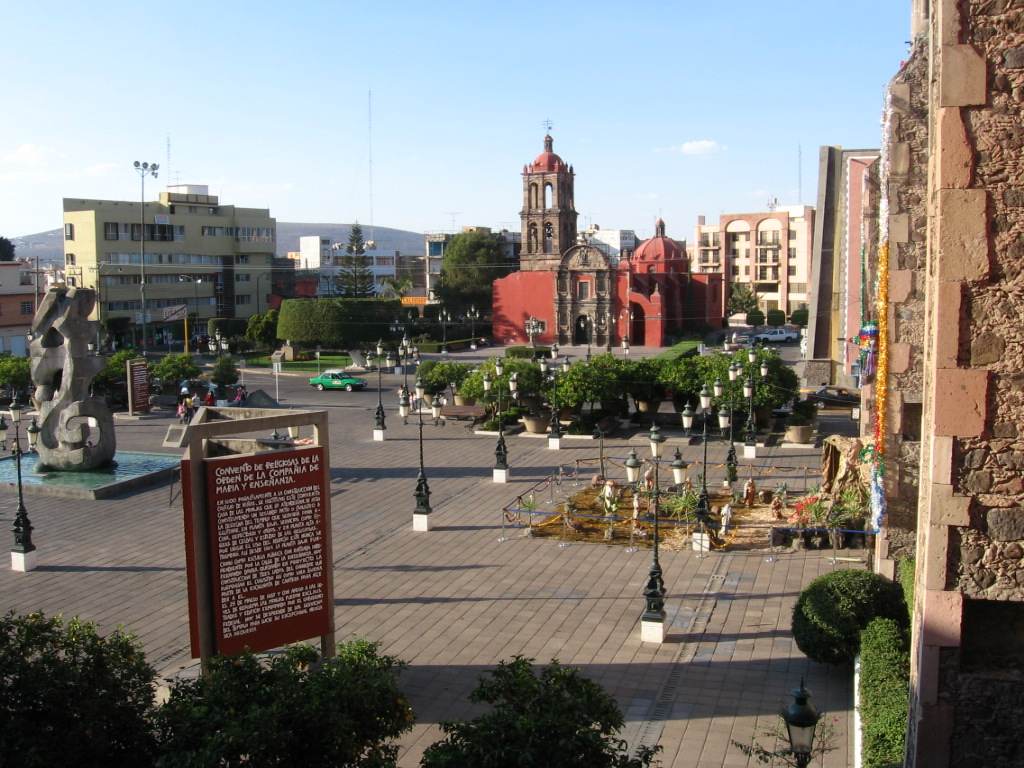
إيرابواتو ، ثاني أكبر بلدية من حيث عدد السكان.
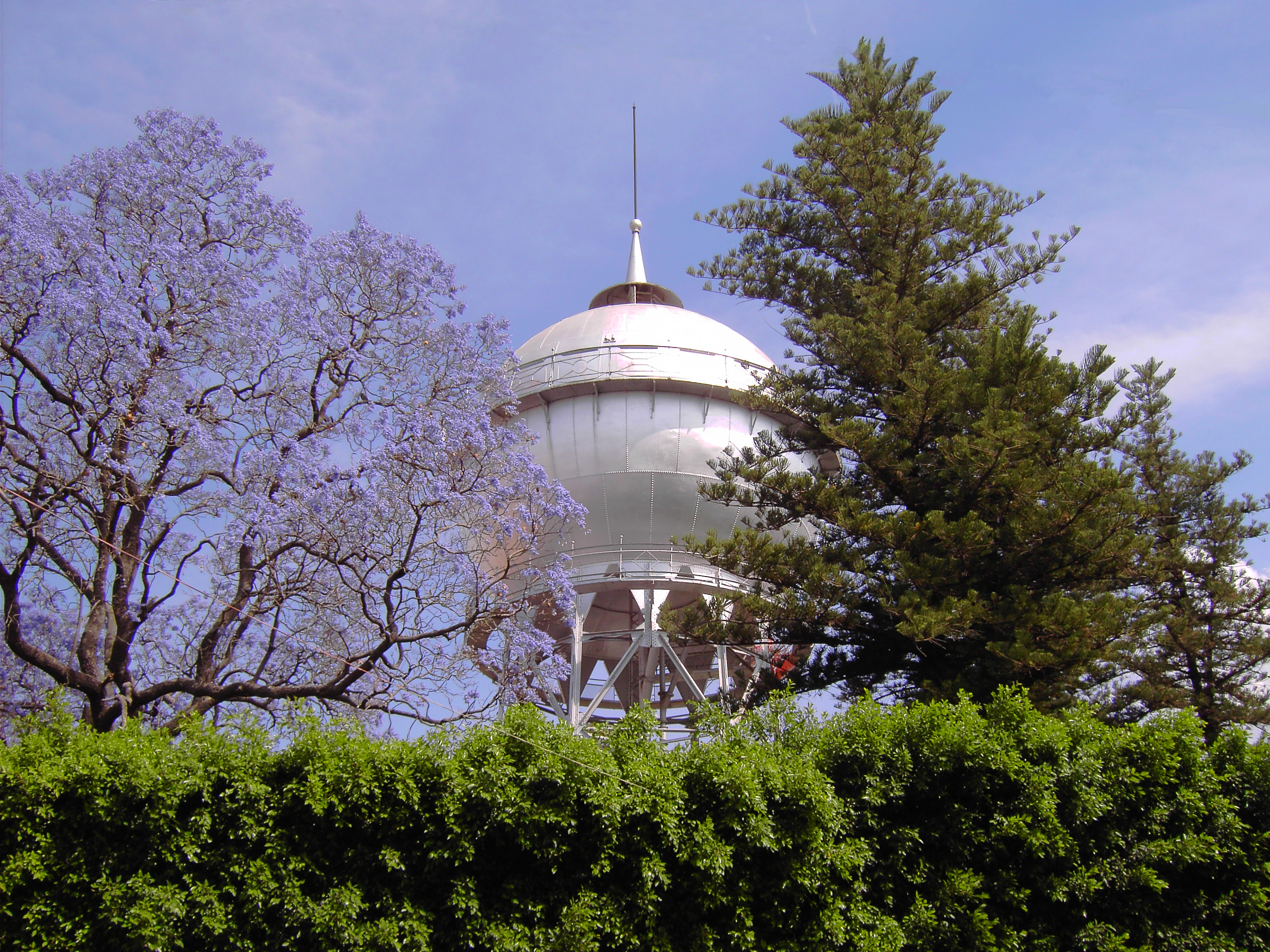
سيلايا ، ثالث أكبر بلدية من حيث عدد السكان.
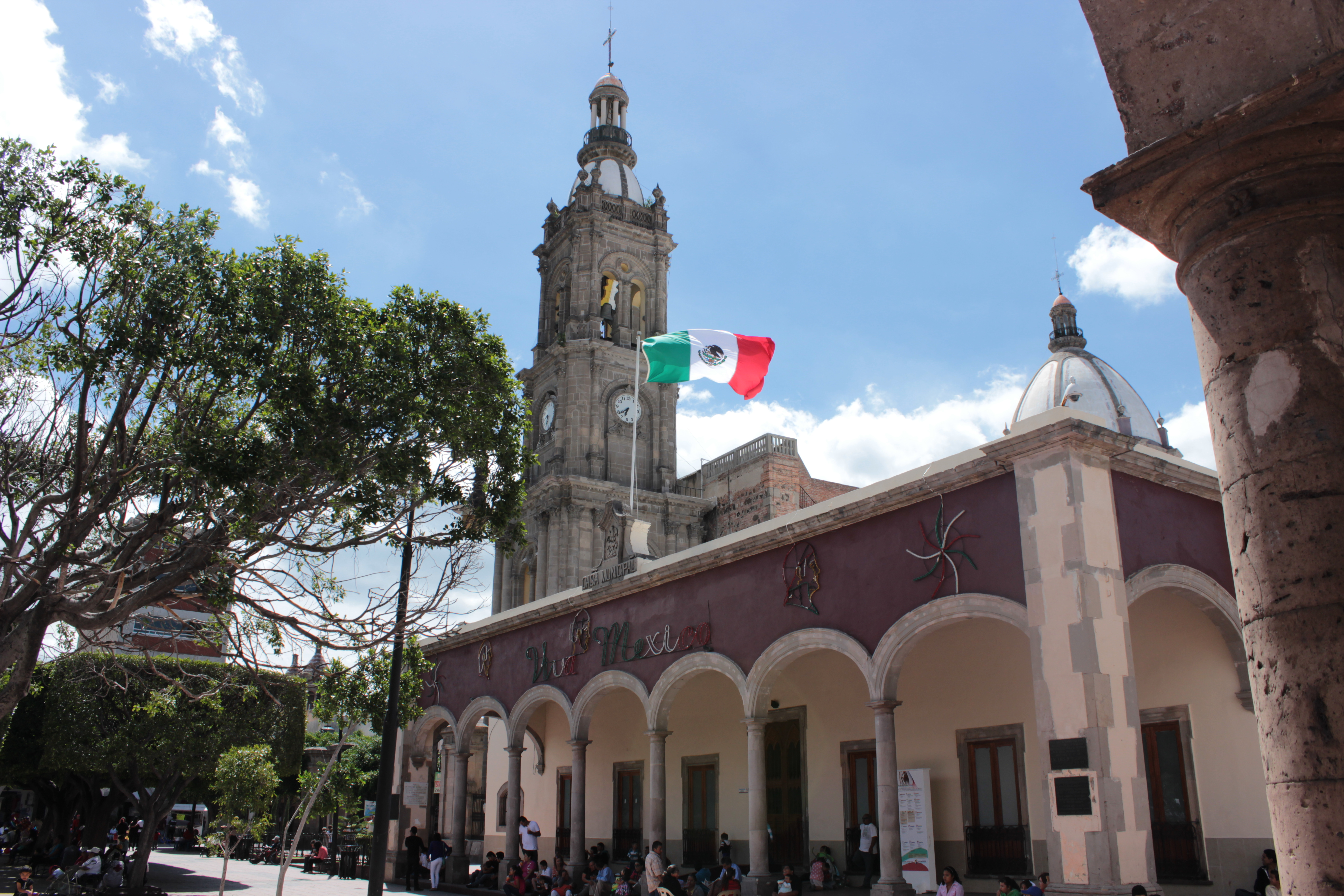
سالامانكا ، رابع أكبر بلدية من حيث عدد السكان.
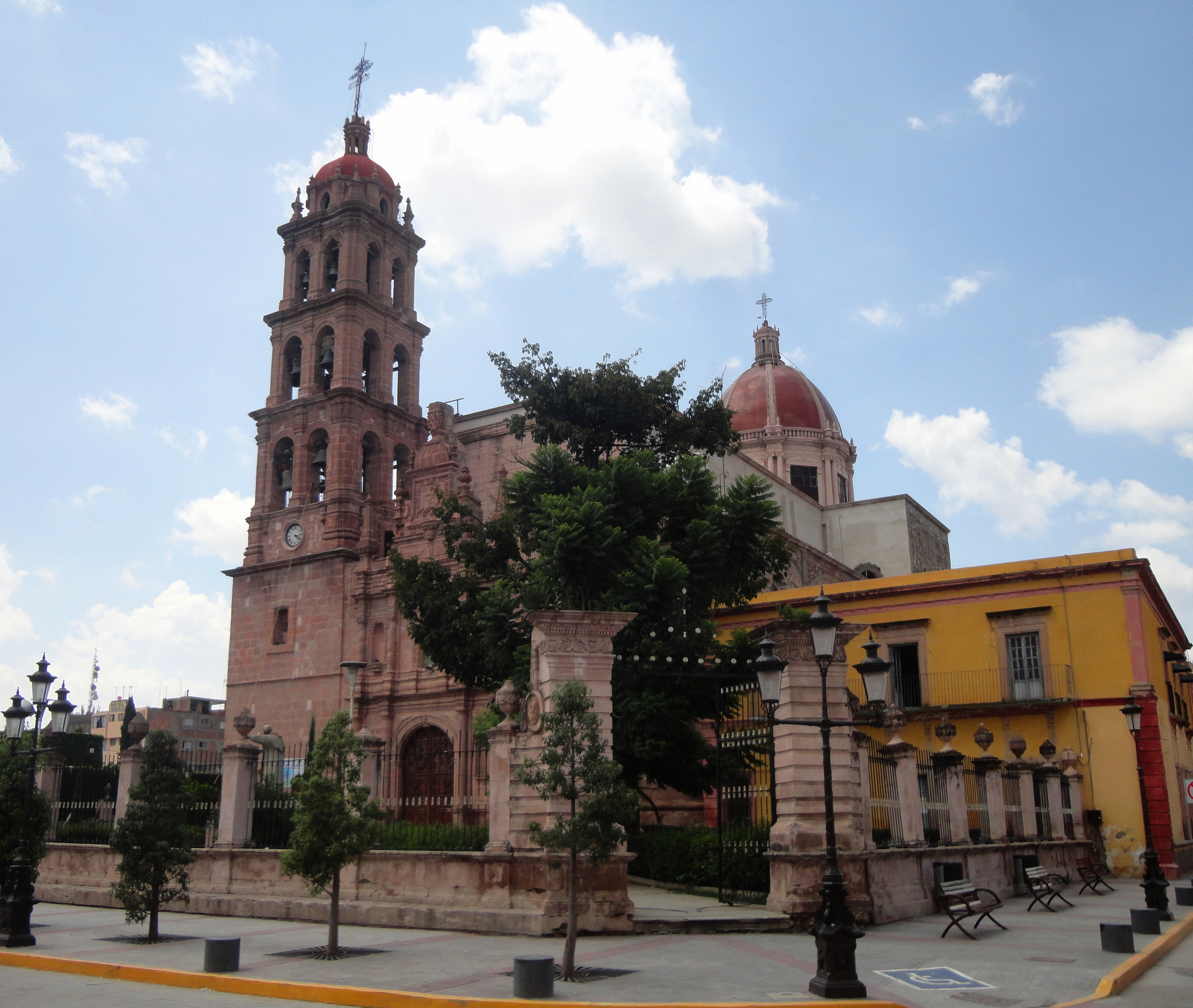
سيلاو  [لغات أخرى]‏ ، خامس أكبر بلدية من حيث عدد السكان.
غواناخواتو ، العاصمة وسادس أكبر بلدية من حيث عدد السكان.
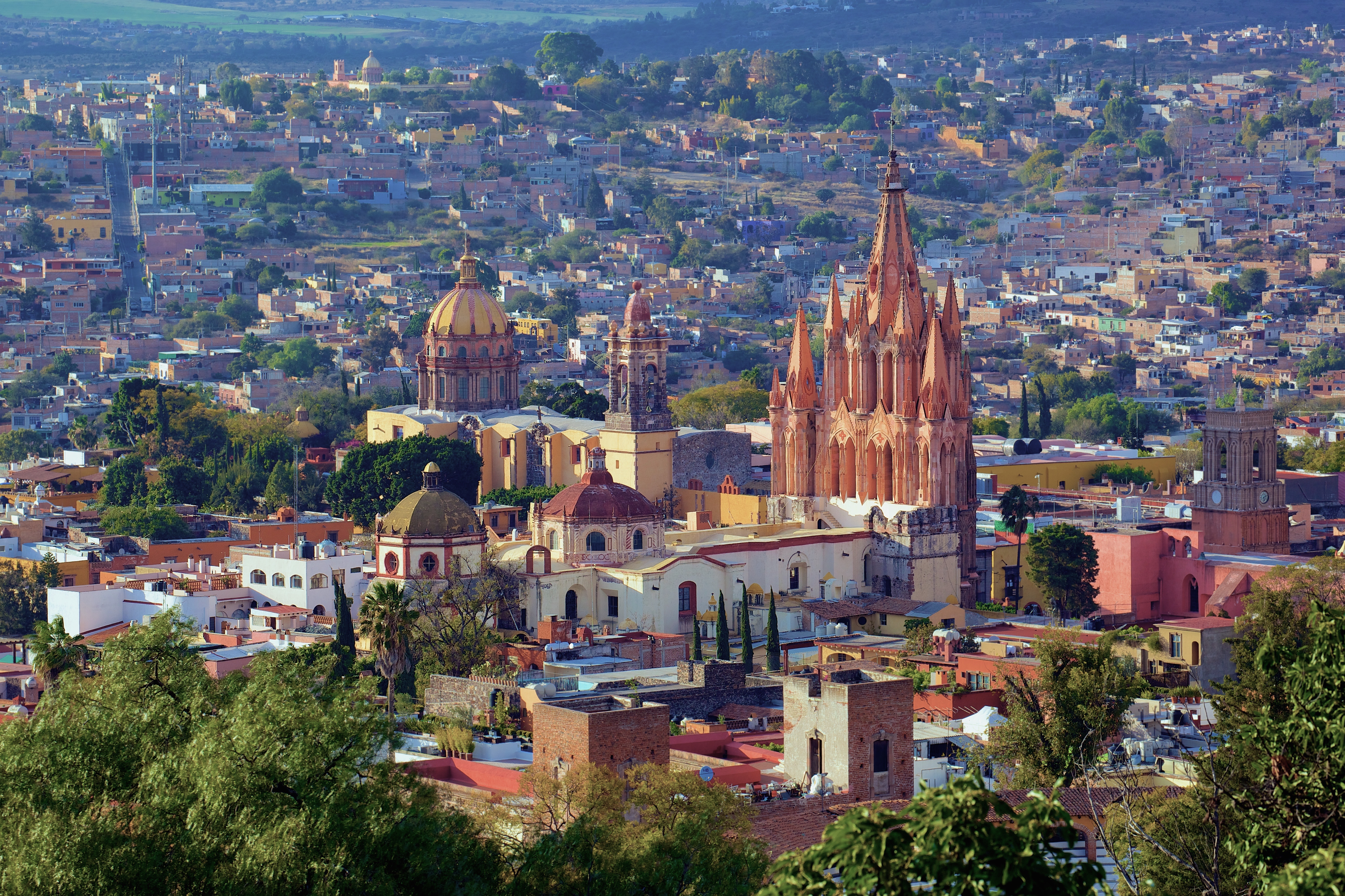
سان ميغيل دي الليندي ، سابع أكبر بلدية من حيث عدد السكان.

## ملحوظات
```
تم تغيير اسم البلدية من Apaseo في 22 فبراير 1957 لتجنب الالتباس مع البلدية المجاورة Apaseo el Alto.
```

تم تغيير اسم البلدية من Chamacuero في 20 ديسمبر 1891.
تم تغيير اسم البلدية من Cuerámaro de Degollado في 7 يوليو 1968.
تم تغيير اسم البلدية من Charcas في 7 يوليو 1968.
الاسم الكامل للبلدية هو Dolores Hidalgo، Cuna de la Independencia Nacional.
تم تغيير اسم البلدية من سان بيدرو بيدرا جوردا في 16 ديسمبر 1899.
تم تغيير اسم البلدية من Tarandacuao de la Constancia في 28 يوليو 1989.